# 1938 في العراق
فيما يلي قوائم الأحداث التي وقعت خلالِ عام 1938 في العراق.

## سياسة

### انتهاء فترة المنصب
- 25 ديسمبر – عبد المهدي المنتفكي وزير الاقتصاد والمواصلات.

## مواليد

### يناير
- 1 يناير – إسحاق يامين فنان إسرائيلي.
- 1 يناير – راسم الجميلي ممثل عراقي.
- 1 يناير – سمير نقاش كاتب إسرائيلي.
- 1 يناير – فؤاد معصوم رئيس سابق في جمهورية العراق الثامن.
- 1 يناير – كاظم الحائري
- 1 يناير – محمد حمزة الزبيدي سياسي عراقي.
- 1 يناير – محمود علي عثمان سياسي عراقي.
- 1 يناير – مزبان خضر الهادي
- 1 يناير – يونا صابر

### فبراير
- 22 فبراير – طه ياسين رمضان سياسي عراقي.

### أبريل
- 4 أبريل – محمد الشهواني
- 5 أبريل – عامر السعدي وزير عراقي سابق.

### يوليو
- 17 يوليو – صلاح عمر العلي قيادي بعثي سابق.
- 18 نوفمبر – يوليوس ميخائيل الجميل قس عراقي.

### سبتمبر
- 26 سبتمبر – خضير زلاطة

### نوفمبر
- 18 نوفمبر – يوليوس ميخائيل الجميل قس عراقي.

## وفيات

### يناير
- 29 يناير – محمد حسين الكيشوان (مواليد 1878) فقيه مسلم وشاعر عراقي.